# Uralameise
Die Uralameise (Formica uralensis) gehört zur Gattung der Waldameisen (Formica) in der Unterfamilie der Schuppenameisen (Formicinae).

## Merkmale
Die Arbeiterinnen werden 4,5 bis 8 Millimeter lang, die Geschlechtstiere erreichen Körperlängen von 9 bis 11 Millimetern.
Der Kopf ist durchgängig schwarz, das Mesosoma ist bräunlich, nur seitlich zeigt sich die für Waldameisen typische rötliche Färbung. Das Pronotum ist großflächig schwarz, auch das Mesonotum weist einen deutlichen schwarzen Fleck auf. Das Hinterhaupt trägt keine abstehenden Haare und die Kopfunterseite ist nur spärlich behaart.

## Verbreitung und Lebensraum
Die Uralameise lebt überwiegend in Moorgebieten. Dabei bevorzugt sie die mit Gehölzen bewachsenen Randbereiche. Seltener werden Heidelandschaften besiedelt. Sie ist von Ostfrankreich bis Ostsibirien verbreitet, jedoch überwiegend nördlich des 53. Breitengrades zu finden. Südlich davon kommt sie ausschließlich in Regenmooren vor. In Sibirien besiedelt sie auch trockenere Steppen. Nur 23 Fundorte sind in Deutschland bekannt.

## Lebensweise
Diese Ameisenart gründet ihre primären Kolonien sozialparasitär bei Formica picea, in Ostsibirien bei Formica candida. Nach anfänglicher Monogynie werden die Kolonien meist stark polygyn mit über 300 Königinnen. Oft bilden sich auch Superkolonien, die mehrere Nester umfassen (Polydomie). Die Uralameise gilt als sehr unempfindlich gegenüber rauen Witterungsverhältnissen. So beginnt die Aktivitätsphase bereits Mitte Februar bei nur 4 Grad Celsius und endet erst im November.
Wie alle Waldameisen kann sie unter Wasser 14 Tage lang überleben. Sie nimmt dabei bedeutend mehr Sauerstoff aus dem Wasser auf als alle anderen Arten. Sie kann so regelmäßige Flutungen ihres Nestes in den Sümpfen gut überstehen.

## Systematik
Die Uralameise wird oft fälschlicherweise zur Untergattung den Sklavenameisen (Serviformica) gezählt.